# Agapornis pullarius
Agapornis pullarius là một loài chim trong họ Psittacidae.